# Turbo Out Run
Turbo Out Run es un videojuego de carreras para un solo jugador de Sega publicado en el año 1989. Es la secuela del Out Run.

## La idea
El jugador conduce una Ferrari F40 por las carreteras de Estados Unidos luchando contra el cronómetro y un rival que pretende quitarte a tu atractiva acompañante. Para conseguirlo tenemos a nuestra disposición un potente Ferrari de dos velocidades con capacidad Turbo.

## La Partida
El objetivo final del juego es llegar a los Ángeles antes de que se termine el tiempo y antes que el rival, un Porsche 911 conducido por un apuesto hombre que cada vez que llegue antes que el jugador a los intermedios, se llevará a la rubia a su coche. Al final lo que más importa es quien llegue antes a Los Ángeles, pues ganará la recompensa. El uso del turbo está limitado, pues cada vez que se use se recalentará, y si llega a un nivel crítico no podrá usarse hasta que se vuelva a enfriar.

## Las etapas
Partiendo de Nueva York hay que alcanzar la costa Oeste, hasta llegar a Los Ángeles. Cada 4 etapas hay un intermedio donde podemos elegir una característica especial para el coche entre 3, éstas son: neumáticos de alta adherencia, turbo especial (refrigera más rápido), motor más potente. Hay que escoger sabiamente, pues cada vez las etapas se complican más.
Por orden, estas son las etapas:
- Nueva York
- Washington D. C.
- Pittsburgh
- Indianápolis

- Chicago
- St. Louis
- Memphis
- Atlanta

- Miami
- New Orleans
- San Antonio
- Dallas

- Oklahoma
- Denver
- Gran Canyon
- Los Ángeles